# Catedral de Nuestra Señora del Desierto (Francistown)
La Catedral de Nuestra Señora del Desierto (en inglés: Cathedral of Our Lady of the Desert) es el nombre que recibe un edificio religioso que pertenece a la Iglesia Católica y que está situada en la carretera Sam Nujoma de Francistown, en el Distrito del Noreste en la parte oriental del país africano de Botsuana, que funciona como la sede del obispo de la diócesis de Francistown (Dioecesis Francistaunen(sis) en latín) que fue establecido el 2 de octubre de 2017 con la bula Divino Domini del papa Francisco.